# Eaux-Puiseaux
Eaux-Puiseaux è un comune francese di 238 abitanti situato nel dipartimento dell'Aube nella regione del Grand Est.

## Società

### Evoluzione demografica
Abitanti censiti